# آراکسی چتینیان
آراکسی چتینیان (ارمنی: Արաքսի Չեթինյան؛ ترکی استانبولی: Araksi Çetinya) مدل (شخص) ارمنی‌تبار اهل ترکیه است. وی نخستین برنده عنوان زیبایی دختر شایسته در جمهوری تازه‌تاسیس ترکیه شد. مراسم زیبایی دختر شایسته در تاریخ ۳ مه ۱۹۲۵ یا ۱۹۲۶ توسط ایپک فیلم در سالن سینمای Beyoğlu Melek استانبول برگزار شد.